# Relaciones España-Malaui
Las relaciones España-Malaui son las relaciones bilaterales entre estos dos países. La embajada de Malaui en Londres, Reino Unido está acreditada ante España. La Embajada de España en Harare, Zimbabue está acreditada ante Malaui.

## Relaciones diplomáticas
Las relaciones bilaterales entre España y Malaui se consideran excelentes. Se han realizado diversos encuentros en diferentes foros que garantizan un nivel óptimo de entendimiento entre ambos países. No existe ningún contencioso abierto entre las autoridades de ambos países.

## Relaciones económicas
Las relaciones económicas entre España y el país africano son puntuales y muy escasas. En el año 2015 se produjo un fuerte incremento de nuestras exportaciones, superaron los 5 millones de euros, debido principalmente a una operación de exportación de materias de señalización ferroviaria, para el proyecto de ampliación de la red ferroviaria que está desarrollando la brasileña Vale.

## Cooperación
España está comprometida con el desarrollo del país africano a través de las Naciones Unidas, el PMA (Programa Mundial de Alimentos) y mediante el Fondo Europeo de Desarrollo de la Unión Europea, del cual España es el quinto contribuyente.
En septiembre de 2014, España y Malaui firmaron el MOU (Memorandum of Understanding de Cooperación), con la intención de colaborar conjuntamente en caso de desastres naturales, agricultura, fomento de energías renovables, seguridad alimenticia y turismo sostenible. En este marco se destaca también la reciente financiación por España de un proyecto de la FAO de selección y distribución de semillas del que se beneficiaron 13.000 hogares en Ntchisi, Dowa y Kasungu por valor de 500.000 euros.